# Église Saint-Géry de Braine-le-Comte
L'église Saint-Géry est l'édifice religieux le plus important de la ville de Braine-le-Comte. Elle est dédiée à saint Géry, évêque de Cambrai (555-624). 

## Historique
Situé sur un plateau élevé, il ne reste rien de l'oratoire primitif dont la légende attribue sa création, ainsi que la ville, à l'évêque saint Géry.   
Selon les archives, l'église est attestée depuis le XIIe – XIIIe siècles. De l'époque médiévale, seuls les soubassements ont subsisté : à l'extérieur, la partie basse en schiste le long des bas-côtés.  
Ce site relevait du chapitre Sainte-Waudru de Mons.  
En face de ce lieu, le comte Baudouin IV construisit un donjon ainsi qu'une enceinte fortifiée englobant l'église et la ville. Des traces en subsistent toujours actuellement autour de l'église : la base des murs ainsi que les vestiges d'une tourelle. 
Rapidement, l'accroissement de la population rendit nécessaire l'agrandissement de l'église. C'est dans le courant du XVIe siècle que sont entrepris les travaux les plus importants. Le curé de l'époque, Georges Descrolieres, avec l'aide des paroissiens et des magistrats, finança toutes les transformations effectuées de 1512 jusque 1524. Ce n'est pourtant qu'un siècle plus tard que tous ces travaux s'achevèrent par le couronnement de la tour d'une grande flèche. Celle-ci fut détruite par la foudre le 7 juin 1677, le jour de la Pentecôte. Cet incident causa de fréquentes réparations tout au long du XVIIIe siècle. 
L'édifice traversa la période révolutionnaire sans trop subir de dommages. Elle est rouverte au culte catholique au moment du Concordat en 1802.
Les restaurations effectuées durant la seconde moitié du XIXe siècle permirent de sauvegarder le monument et aussi de l'enrichir. C'est à cette époque que sont placés les nouveaux vitraux du chœur, l'installation de la croix au-dessus du jubé ainsi que les orgues dans la tour d'entrée.

## Description

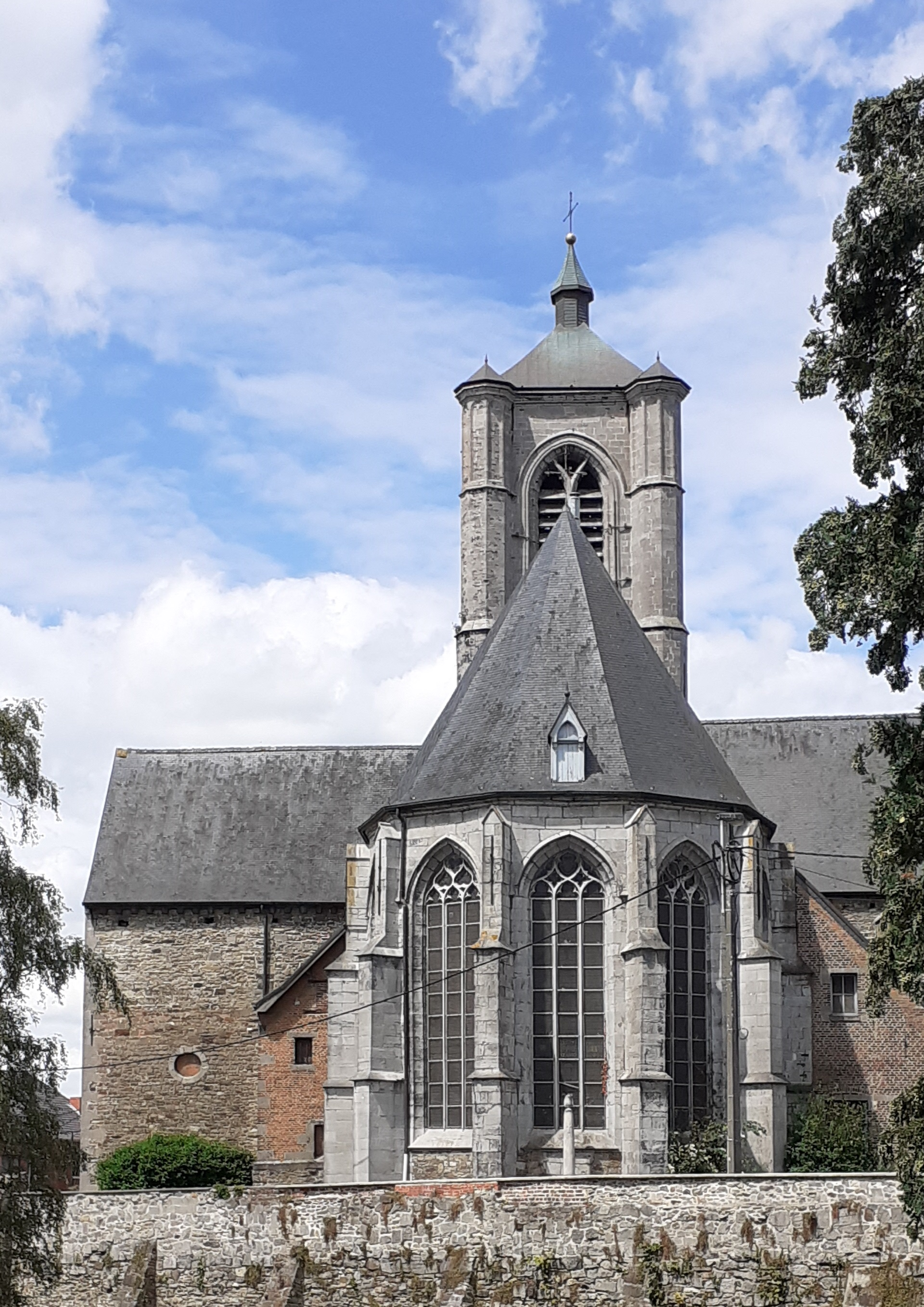
Vue sur le chœur de l'église.

L'édifice actuel est une église-halle de style Romano-Ogival qui remonte au XIIIe siècle mais qui fut profondément modifiée au XVIe siècle par une grande campagne de construction. Il s'agit de l'ajout en 1512 de la tour d'entrée à l'extrémité occidentale, du chœur actuel et des chapelles collatérales. 
L'église comprend trois nefs d'égale hauteur de quatre travées et bordé de chapelles rectangulaires d'inégales dimensions. Seize colonnes en petit-granit de Soignies soutiennent les trois voûtes ayant remplacé, au début du XVIIIe siècle, le plafond primitif. À l'entrée s'élève une tour carrée de 40 mètres de haut, de construction très massive et flanquée aux angles de quatre tourelles octogonales. Elle remplace l'ancien clocher de style romane qui se dressait contre le chœur, côté sud. Il n'en reste plus que sa base aujourd'hui convertie en chapelle. Des sacristies sont construites aux angles du transept et du chœur. Ce dernier dépasse en hauteur la nef de l'église. Il est éclairé par six fenêtres ornées de meneaux qui divisent leur vitrage en trois compartiments. Des contreforts en fortifient l'extérieur.  
Le portail d'entrée présente un linteau orné d'un bas-relief. Celui-ci représente le Christ armé de sa croix terrassant un monstre et tendant sa main droite vers deux personnages. Il peut s'agir du Christ tendant la main à Adam et Eve, ou bien de la descente du Christ aux limbes et les premiers justes rachetés par le sang du Sauveur. 
Dans la tour, seule la grosse cloche nommée Maxellende date de l'Ancien Régime. Une seconde cloche est installée en 1819 et porte le nom de Prospérine en l'honneur de Prosper-Louis duc d'Arenberg. Quant au carillon, l'original fut spolié en 1794 par les troupes de la Révolution française. Le second fut inauguré le 30 juillet 1911 grâce au don du bourgmestre de l'époque Félicien Étienne, mais il fut fondu pendant l'occupation allemande en 1942. Le carillon actuel, composé de 47 cloches, fut installé en 1967.  

## Cultes
Principale église de la ville, les dévotions qui y ont cours sont révélées par la présence de différentes sculptures ou reliquaires.   
La statue de Notre-Dame de Braine-le-Comte date de 1470 et elle est de la main du sculpteur Jean Borman II. De style gothique, elle porte le Christ sur son bras droit, tandis que ce dernier tourne les pages du livre qu'elle tient de sa main gauche. Les vêtements sont détaillés et riches de couleurs et de motifs.   
Une statue colossale de saint Christophe date du XVe siècle. Mesurant 3,80 mètres de haut, cette sculpture en chêne massif est posée sur un monumental socle gothique en petit-granit placé au fond de l'église. La statue du saint le représente portant l'enfant Jésus sur ses épaules, évoquant ainsi l'épisode biblique où il aida le Christ à traverser un fleuve tumultueux. La chapelle latérale, à l'extrémité ouest du bas-côté, est dédié à ce saint par l'autel baroque contenant une peinture le représentant.  
Au XVIe siècle, une communauté d'Oratoriens de saint Philippe Néri y prêcha dans le chœur de l'édifice.

## Mobilier

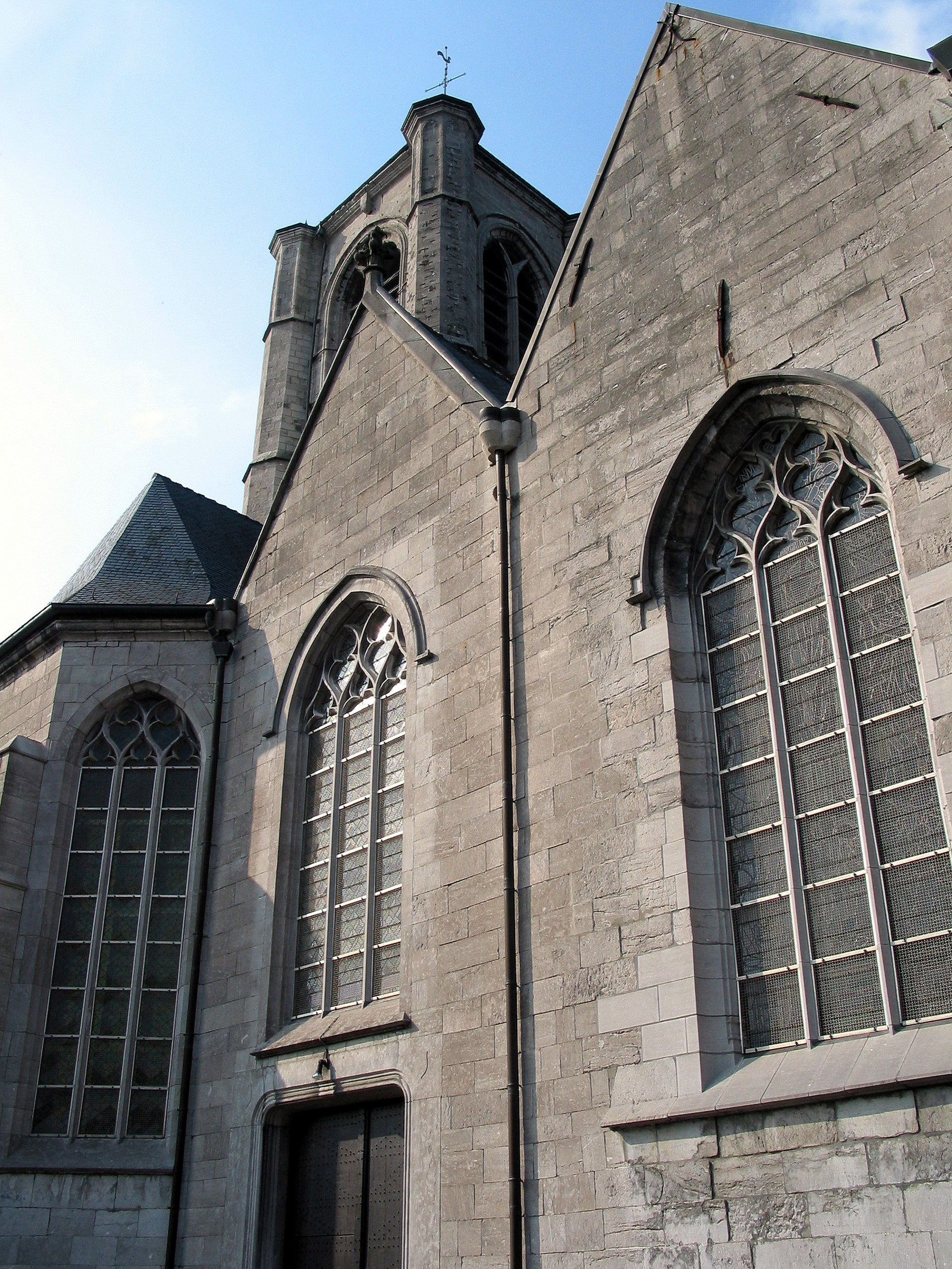
L'église vue de côté.

Le jubé date de 1593 se compose de trois arcades en plein cintre surmontées d'une galerie à jour. La travée du milieu donne accès au sanctuaire et est occupée par un porte à double battant. La façade extérieure est ornée de sept statues représentant les vertus théologales et cardinales. La plupart de ces statues s'inspirent de l’œuvre de Jacques Du Broeucq pour la collégiale Sainte-Waudru à Mons. Le jubé est en marbre de différentes couleurs. Les familles ayant contribué à l'édification du jubé s'aperçoivent par les inscriptions sur les cartouches diamantés placés sous la balustrade.
L'autel date de 1577 et se compose de deux parties : le retable posé sur la table et le tabernacle pyramidal qui s'élève au-dessus. Le retable est formé de deux étages superposés. Il se divise en six compartiments où sont figurés des scènes tirées du Nouveau Testament. Quant au tabernacle il est décoré de statuettes représentant des personnages de l’Évangile.et dominé par le pélican, symbole du Christ donnant sa vie pour les siens. 
Les Fonts Baptismaux sont placés dans une petite chapelle fermée par une grille. Ils sont en pierre de taille à support et à réservoir octogonal. Les moulures et l'ornementation végétale sont de la fin du XVe siècle.